# Botrychium formosanum
Botrychium formosanum är en låsbräkenväxtart som beskrevs av Tag. Botrychium formosanum ingår i släktet låsbräknar, och familjen låsbräkenväxter. Inga underarter finns listade i Catalogue of Life.